# Estación Atlántida
Estación Atlántida ist eine Stadt in Uruguay.

## Geographie
Estación Atlántida befindet sich auf dem Gebiet des Departamento Canelones in dessen Sektor 17. Südlich grenzt der Río-de-la-Plata-Küstenort Atlántida an. In einigen Kilometern nordöstlicher Entfernung liegt die Stadt Dr. Francisco Soca.

## Infrastruktur
Estación Atlántida liegt nördlich der Ruta Interbalnearia an der Ruta 11.

## Einwohner
Die Einwohnerzahl von Estación Atlántida beträgt 2.274 (Stand 2011).
| Jahr | Einwohner |
| ---- | --------- |
| 1963 | 1.659     |
| 1975 | 1.843     |
| 1985 | 2.007     |
| 1996 | 2.297     |
| 2004 | 2.358     |
| 2011 | 2.274     |

Quelle: Instituto Nacional de Estadística de Uruguay

## Sehenswürdigkeiten
In Estación Atlántida befindet sich die römisch-katholische Pfarrkirche Cristo Obrero (Christus, der Arbeiter), die 1952 vom uruguayischen Architekten Eladio Dieste entworfen und von 1958 bis 1960 erbaut wurde. Das architektonische Werk Diestes in Uruguay, zu dem diese Kirche gehört, wurde 2010 zur Aufnahme in die Liste des UNESCO-Weltkulturerbes vorgeschlagen. Teilweise wird diese Kirche etwas ungenau einfach als Iglesia de Atlántida bezeichnet.

## Söhne und Töchter des Ortes
- Cristian González (* 1976), Fußballspieler